# مارغريت وايت (قاضية)
مارغريت وايت (بالإنجليزية: Margaret White) هي قاضية ومحامية في القضاء العالي أسترالية، ولدت في 4 يونيو 1943 في هاميلتون في أستراليا.